# Mettwurst
La Mettwurst és una salsitxa d'origen alemany feta a partir de carn de porc i preservada mitjançant curació i fumatge. Degut a la important immigració alemanya, la salsitxa també és popular a Luxemburg i als EUA, concretament a Cincinnati, on és un plat típic; i a Mineola, Iowa, on va ser introduïda per immigrants procedents de la regió de Schleswig-Holstein; també és consumida en algunes regions del sud d'Austràlia, on l'any 1995 va haver-hi una intoxicació com a conseqüència d'ingerir Mettwursts en males condicions. A Finlàndia, també es menja un tipus similar de salsitxa, la meetvursti, que es menja freda en un tros de pa.